# Maculinea erebus
Maculinea erebus är en fjärilsart som beskrevs av August Wilhelm Knoch 1782. Maculinea erebus ingår i släktet Maculinea och familjen juvelvingar. Inga underarter finns listade i Catalogue of Life.